# Binghamton University

Logo

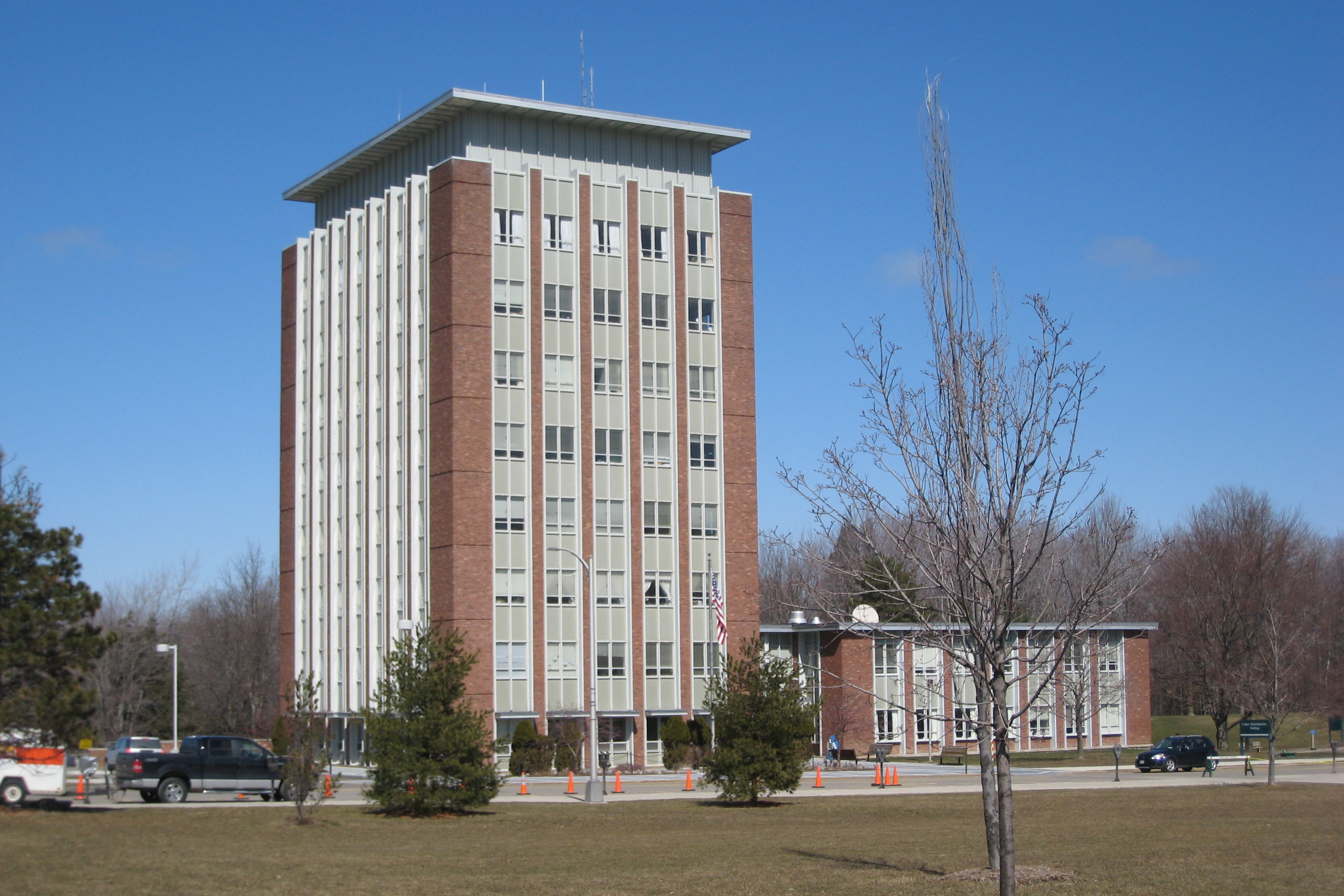
Couper Building

Die Binghamton University (auch BU genannt) ist eine staatliche Universität in Vestal unweit von Binghamton im US-Bundesstaat New York. Sie ist eine der vier Hauptuniversitäten des State-University-of-New-York-Systems. 2005 waren an der Hochschule 14.018 Studenten eingeschrieben, davon 2.844 Postgraduierte. Die Universität gehört zu den besten staatlichen Hochschulen der USA, eine sogenannte Public Ivy.

## Geschichte
Die Binghamton University wurde 1946 als Triple Cities College in Endicott nahe Binghamton gegründet und war Teil der Syracuse University. Nach Aufnahme in das State-University-of-New-York-System 1950 wurde die Hochschule in Harpur College umbenannt. Seit 1951 ist die Universität auf ihrem heutigen Campus angesiedelt. Mit der Auswahl des Harpur College als eine der 4 Kernuniversitäten des SUNY-systems 1965 wurde sie in Harpur College, State University of New York at Binghamton umbenannt. 1992 nahm die Universität ihren heutigen Namen Binghamton University an. Bis heute ist das Harpur College das natur- und geisteswissenschaftliche und mit 8.000 Studenten größte College der Universität.

## Sport
Das Sportteam sind die Bearcats. Die Universität ist Mitglied in der America East Conference.

## Gründung
Die Binghamton University wurde 1946 in Endicott im Bundesstaat New York als Triple College gegründet und sollte den lokalen Veteranen dienen, die aus dem Zweiten Weltkrieg zurückkehrten. Thomas J. Watson, ein Mitgründer von IBM in Broome County sah großes Potenzial in der Drei-Städte-Region. In den frühen 1940er Jahren arbeitete er zusammen mit lokalen Führungspersönlichkeiten an der Gründung einer zweijährigen Schule als Außenstelle der privaten Syracuse University und spendete Land, das zum anfänglichen Standort der Schule werden sollte.

## Persönlichkeiten
- Bruce Avolio (* 1953) – Psychologe und Führungforscher
- William Baldwin (* 1963) – Schauspieler
- Jeffrey B. Berlin (1946–2021) – Literaturwissenschaftler und Germanist
- Norman Finkelstein (* 1953) – Politologe
- Jessica Fridrich (* 1964) – Professorin an der Binghamton University, Mathematikerin und Erfinderin
- John L. Fuller (1910–1992) – Verhaltensgenetiker, Professor für Psychologie an der Binghamton University
- Camille Paglia (* 1947) – Kunst- und Kulturhistorikerin; Autorin
- Ingrid Michaelson (* 1979) – Sängerin
- Jason W. Moore (* 1971) – Professor für Soziologie an der Binghamton University
- Paul Reiser (* 1956) – Schauspieler
- Dava Sobel (* 1947) – Schriftstellerin
- Art Spiegelman (* 1948) – Comicautor
- Deborah Tannen (* 1945) – Soziolinguistin
- Karthik Sivakumar (* 1977) – Schauspieler
- M. Stanley Whittingham (* 1941) – Direktor des Instituts für Materialforschung an der Binghamton University, Nobelpreisträger für Chemie (2019)